# منى الصبان
منى الصبان عضو الرابطة العربية للسينمائين بالجامعة الأمريكية، وأستاذ الاعلام بالجامعة اللبنانية وبالمعهد العالى للسينما.

## المؤهلات العلمية والأعمال
- أستاذ في المعهد العالي للسينما«أكاديمية الفنون».
- عضو الشبكة العربية للتعليم المفتوح والتعليم عن بعد.
- عضو الرابطة العربية للسينمائين بالجامعة الأمريكية.
- أستاذة الاعلام بالجامعة اللبنانية وبالمعهد العالي للسينما.
- حاصلة على بكالوريوس المعهد العالي للسينما «تخصص مونتاج».[1][2][11][12]
- حصلت على منحة من هيئة «فولبريت» الأمريكية للتدريب في ستوديوهات هوليود في لوس أنجلوس ولحضور المحاضرات في كلية الاعلام بجامعة بوسطن عام 1997.
- قامت بالتدريس في عدة جامعات ومعاهد منها جامعة حلوان، جامعة مصر الدولية، جامعة القاهرة، معهد التلفزيون باتحاد الإذاعة والتلفزيون، الجامعة اللبنانية ببيروت.[11][12]
- اشرافت على عدة رسائل ماجستير ومناقشة رسائل دكتوراه.
- شغلت منصب رئيسة قسم المونتاج السينمائي في التلفزيون اللبناني.[11][12]
- شاركت في العديد من المهرجانات والمؤتمرات والمعارض.
- قدمت العديد من الاوراق البحثية في لندن، تونس، الرباط، القاهرة، وبولندا.
- قامت بمونتاج عدة أفلام ومسلسلات.
- لها العديد من المؤلفات منها كتاب "فن المونتاج في الدراما التلفزيونية، و"المونتاج الخلاق – دراسة في التطور التاريخى لأبعاد الخلق المونتاجى".[11][12][13][14]
- صاحبة فكرة ومديرة المدرسة العربية لتعليم فنون السنيما، أول موقع على الإنترنت ناطق باللغة العربية لتعليم السينما والتليفزيون عن بعد.[1][2][11][11][12][12][13][14][15][16]

## إنشاء المدرسة العربية لتعليم فنون السينما
- بدأت فكرة إنشاء المدرسة على الإنترنت من خلال أشتراكها بورقة عمل عن إنشاء مدرسة لتعليم فنون السينما والتليفزيون باللغة العربية على الإنترنت، في مؤتمر الرابطة العربية الأمريكية لأساتذة الإعلام المنعقد في الجامعة اللبنانية الأمريكية في بيروت عام 1999.[11][12][17][18]

- وبعد المؤتمر مباشرة قدمت المشروع لصندوق التنمية الثقافية بوزارة الثقافة المصرية المتمثلة وقتها في وزير الثقافة «فاروق حسنى» وبقيت على اتصال مع الصندوق حتى تم إقرار المدرسة بقرار من وزير الثقافة في يوليو (تموز) 2001، بتمويل من صندوق التنمية، وتم الافتتاح عمليا في أكتوبر (تشرين الأول) 2001 على يد السيدة سوزان مبارك.[19][20][21]

## فكرة إنشاء المدرسة والهدف منها
- تقوم فكرة المدرسة على تعليم فنون السينما والتليفزيون عن بعد مجاناً للناطقين باللغة العربية في جميع أنحاء العالم.[22]
- تهدف إلى توفير الفرصة لمحبى هذه الفنون للحصول على تعليم وثقافـة متخصصة للشباب المصرى في القرى والنجوع في مجالات السيناريو والإخراج والتصوير والمونتاج والصوت والإنتاج والديكور والرسوم المتحركة.[23]

## أسلوب التعليم
- تعتمد المناهج المرفوعة على المدرسة الإلكترونية على أستعمال الوسائط المتعددة والصورالمتحركة والصوت والنص المكتوب ورسومات الكمبيوتر وذلك لتضمن توصيل المعلومة مبسطة إلى كل الدارسين والمهتمين بهذه الفنون، المحترفين أو الهواة على حد سواء.[24][25]
- يحمل الموقع كما كبيراً من المعلومات التي تساعد الدارس إلى جانب المناهج مثل أيقونة تاريخ السينما المصرية، وأيقونة رف الكتب، والتي تضم الكتب التي تهم الدارسين والمتعلقة بالسينما والتليفزيون، لتسهل على الدارس في حالة قيامه بعمل بحث، أن يتعرف على الفهارس وموضوعات الكتب، إلى جانب الأبحاث والرسائل العلمية التي تفيد الدارسين.[1][2][11][12]
- تتيح المدرسة روابط لأهم المواقع المتعلقة بالسينما، ودراستها إلى جانب أجزاء من مشاهد السينما التي تسهل على الدارس فهم الشرح، كما تتيح المدرسة عرضا لأفلام الدارسين ممن استفادوا من المدرسة، ونجحوا في تقديم أفلام أو سيناريوهات من خلال دراستهم بالمدرسة.[24]
- كل مشترك يدرس من خلال الموقع على مسئوليته من خلال استخدام المواد المتوفرة على الموقع، ولا يوجد مدة محددة للدراسة، وعندما يجتاز المشترك الامتحان النظري والعملي يحصل على شهادة.[1][2][11][12]

## الخدمات التي تقدمها المدرسة
- تقدم المدرسة العربية للسينما والتلفزيون سرد كامل لتاريخ السينما في جميع البلدان العربية الاثنين والعشرين.[1][2][11][12]
- معلومات عن المهرجانات والاستديوهات والنقابات العربية.[1][2][11][12][26][27]
- شروط الالتحاق بمعهدي السينما في مصر ولبنان ونوعية من الاختبارات السنوية لجميع التخصصات.[26][27]
- يتضمن حصراً كاملاً للكتب العربية أو التي ترجمت إلى اللغة العربية التي نشرت عن السينما والتلفزيون منذ سنة 1923 حتى الآن.[26][27]
- يوجد شرح لجميع برامج الكمبيوتر والتكنولوجيا المستخدمة في جميع مراحل الإنتاج السينمائي والتلفزيوني من بداية كتابة السيناريو وحتى العرض النهائي.[26][27]
- تتيح المدرسة نشر الأبحاث العلمية السينمائية والتلفزيونية نشراً علمياً متخصصاً ومحكماً.[26][27]
- تتضمن المدرسة أيضاً صفحة للمواقع العربية والاجنبية على شبكة الإنترنت والتي لها علاقة بالفن السينمائي والتلفزيوني، وصفحة لنشر آراء زائري المدرسة والرد على اسئلتهم.[1][2][11][12][13][14]

## الإنجازات التي حققتها المدرسة
- يقدر عدد الدارسين بالمدرسة اليوم بأكثر من 15000 دارس من جميع انحاء العالم، تأتي مصر في المرتبة الأولى، ثم تأتي السعودية، كما تتضمن مشتركون من سورية ولبنان والمغرب وأميركا واستراليا وأوروبا من الناطقين باللغة العربية.[28]